# 山口豪久
山口 豪久（やまぐち たけひさ、1945年1月25日 - 1986年4月6日）は、日本の俳優。本名：山口 智之（やまぐち ともゆき）、旧芸名：山口 暁（やまぐち あきら）、山口 あきら。
出生は東京都。妻は元女優の山口千枝、長女も元女優の山口貴子。

## 来歴
東京実業高等学校在学中に、新東宝のオーディションに合格。1964年、国際放映の特撮テレビドラマ『忍者部隊月光』（フジテレビ）の名月役でデビュー。
1966年、ピー・プロダクションの特撮テレビ番組『マグマ大使』（フジテレビ）第17話にゲスト出演。のちに妻となる山口千枝と共演。その後も特撮作品を中心に活躍したが、スランプを経験し、「劇団NLT」の俳優教室に1年間通い、演技の基礎を磨き直した。
1972年、前述の山口千枝と結婚。後に2女をもうける。
1973年、東映の特撮テレビ番組『仮面ライダーV3』（毎日放送）に結城丈二 / ライダーマン役で出演。翌1974年には『電人ザボーガー』（フジテレビ）に大門豊役で出演し、これが初主演作品となった。
1984年、『10号誕生!仮面ライダー全員集合!!』（毎日放送）に、再び結城丈二 / ライダーマン役で出演。この特番が仮面ライダーシリーズへの最後のゲスト出演であり、俳優の仕事におけると最後の作品となった。
1986年4月6日、41歳で肝臓癌のため死去。入院からわずか4日後の急逝だった。学生食堂の店長として出店していた桜美林高等学校に当時在籍していた生徒から訃報を伝える投書が、特撮雑誌『宇宙船』Vol.32（1986年10月号）に掲載された。

## 人物・エピソード
- 幼少時に実母と死別し、父親が再婚してからは親戚の家に預けられるなど、家族関係に苦労していたという。妻の千枝は結婚後、「夜遅く帰っても必ず自宅で食事を摂ったり、子煩悩だった。自分の家庭は大事にしたかったのでしょう」と語っている[11]。長女の貴子も忙しい時期でも近所の子供たちと一緒に遊んだり、自転車の補助輪を外して乗る練習をしてもらったことを回想している[2]。
- 特技は、空手（初段）[5]、アクション[6]。
- 几帳面な性格で、役毎にドーランの番号やシーンの状況や背景などをノートに取りまとめていた[2]。
- 絵や写真が好きで、役者以外では美術大学への進学も志望していたこともあった[2]。ノートの端々には撮影場所の風景が描かれていたり、ロケ地や撮影メンバーとの写真をアルバムにまとめていたりもしていた[3][2]。
- 子供が好きで、小学校などを巡回する劇団を旗揚げして活動していた時期もあった[2]。妻の千枝は、「子供好きであったからヒーローものの仕事を多くやり、自身が早くに母と死別したことから子供たちに家庭の温かさを伝えたかったのではないか」と推測している[3]。
- 晩年は俳優業の傍ら、親族が経営する飲食会社の常務として活動していた[12]。高校の食堂でも進んで現場に立っては周囲から「ライダーマンのおじさん」として親しまれていた[10][2]。妻子の回想によれば、娘を連れて自宅近辺の海に釣りに出かけたり、塾への送迎も飲食業で多忙を極めるなかでも行うなど、家庭を大事にする穏やかな人物であった[13]。
- 病は持病で、20歳ごろにも一度発症していた[2]。
- 最期となった入院に際しては「おなかが痛いので病院で注射を打ってくるよ」と出かけ、そのまま緊急入院した。夫人が世話に向かう際、子供たちは「お父さん大丈夫なんでしょ？」と言って特別見舞わなかったが、4日後には容体が急変して急遽子供たちが呼ばれ、子供たちが病院に到着してほどなく息を引き取った。没後、遺品を整理中に家族それぞれに宛てた遺書が見つかったが、次女に宛てたものは名前だけだったという[14]。

## おもな役柄
アクション系の俳優ながら、物静かで知的なキャラクターを多く演じる一方で、『電人ザボーガー』の大門豊のような熱血漢役も演じている。一般作品では東映のテレビドラマ『特別機動捜査隊』（NET）に刑事役でレギュラー出演（第448話以降）する一方、他の刑事ドラマではチンピラ役や犯人役といった悪役を多く演じ、『大江戸捜査網』などの時代劇でも悪役を演じることが多かった。

### 特別機動捜査隊
1961年より放送開始の『特別機動捜査隊』には、1966年以降数回にわたりゲスト出演。
1970年から1971年まで山口刑事役でレギュラー出演したが、1973年以降、数回のゲスト出演を経て、1975年放送の第712話「七年目の報酬」より、亀石征一郎演じる矢崎主任率いる矢崎班に所属する神谷刑事役で、萩原信二演じる岩本刑事とともに加入した。神谷刑事登場時の紹介記事では「前回は犯人役でしたが、今度は刑事役でレギュラーです。腕前も空手初段で、ナナハンにも乗ることができます」と述べている。

### 結城丈二・ライダーマン
1973年の『仮面ライダーV3』で、主人公のライバルとして「結城丈二（ライダーマン）」を演じた。『仮面ライダー』で主演した藤岡弘、も佐々木剛も山口の所属していた劇団NLTの第1期生で、山口は「『仮面ライダー』にはもともと縁があった」と語っている。
プロデューサーの平山亨によれば、山口の自宅（藤沢）と平山の自宅（辻堂）が近かったこともあり、以前から親交があったそうで、『V3』の企画時に山口は平山の自宅に押しかけて「仮面ライダーに出して欲しい」と、熱心にアピールをしたという。平山は「当時すでに山口は十分実績のある俳優で、驚くやら嬉しいやらだった」そうだが、この時点で主演は宮内洋に決定していたので、これは叶えられなかったという。長女の山口貴子は俳優を目指していたころに平山からこのエピソードを語られ、役者は積極的になるようにと言葉をかけられた。
平山によると、このときの印象が強く残っていたので、『V3』で「ライダーマン」の設定が出てきた際に、山口にオファーを出したという。このライダーマンは、当初マスクやスーツがアップ用の一着しかなく、山口自らスーツを着用しアクションシーンの撮影を行っている。砂地をバイクで走るシーンで転倒してスタンドが左足に刺さり、後年まで傷跡が残っていたという。
最後の出演となった『10号誕生!仮面ライダー全員集合!!』では既に肝臓を患っていたとされ、娘の山口貴子は顔がむくんでいたと述べている。
山口の入院後すぐに、ライダーマン関連のインタビュー記事としては最後の書籍となった『仮面ライダー大全集』（講談社、1986年）が自宅に送られていて、夫人が山口に届けたところ「嬉しそうに見ていた」という。
この『仮面ライダー大全集』に掲載されたインタビューでは、「ライダーマン役に当たった時はびっくりした。宮内氏と『正しい心を子供たちに伝えたい』などと話した。一歩引いたヒーローを演ずることを心掛けた。バイクは大型免許を持っていました」とエピソードを語っている。
主演の宮内洋は『V3』当時、山口から「僕たちは反目しあうライダーだから、普段から視線を外すよ」と言われたという、山口のプロ意識と役作りへの徹底ぶりがうかがえるエピソードを紹介している。また『仮面ライダーストロンガー』で2人で客演した時には、「山口と仲良く『ロケ弁』を食べた」と語っている。
長年にわたり『仮面ライダー』シリーズを立花藤兵衛役で支えた小林昭二は、山口亡き後のコメントとして「彼（山口）も話題作（仮面ライダーシリーズ）に出られて嬉しかったでしょう」と答えている。

### 大門豊
唯一の主演作となった『電人ザボーガー』では、秘密刑事「大門豊」役で体当たりのアクションを見せた。この作品は「カンフーブーム」を受け、別所孝治プロデューサーの意向でブルース・リー風のアクションが随所に採り入れられており、山口がブルース・リーばりのオーバーアクションや、雄たけびを多々見せている。大門の愛車「マシーン・ザボーガー」は、ライダーマンの愛車「ライダーマンマシン」と同じくハスラー250をベースにしていた。
この作品ではロボット「ザボーガー」がメインキャラクターであり、山口の役柄は一歩下がった立ち位置だったが、大門の見せ場として敵サイボーグとの超人的なアクションも見せ場となっていた。2011年にリメイクされた映画『電人ザボーガー』でも、古原靖久・板尾創路が演じる大門のアクションに、そのキャラクターが踏襲されている。

## 出演

### 映画
- 忍者部隊月光（1964年、東映） - 名月 / 山名月之助
- 股旅（1973年、ATG）

### テレビドラマ
- 忍者部隊月光 / 新・忍者部隊月光（1964年 - 1966年、CX・国際放映） - 名月 / 山名月之助
- 特別機動捜査隊（NET・東映）
  - 第221話「青春喪失」（1966年）
  - 第277話「春の波紋」（1967年）
  - 第348話「嵐の中の恋」（1968年） - 井手
  - 第391話「射殺命令707」（1969年） - 井上
  - 第396話「復活」（1969年） - 須山
  - 第413話「麻薬」（1969年） - 登
  - 第439話「同姓同名」（1970年） - 従業員
  - 第444話「愛の巡礼」（1970年） - 小西
  - 第448話「刑事」（1970年） - 第494話「娼婦の流れ唄」（1971年） - 山口刑事
  - 第617話「若者よ夜明けを探せ」（1973年） - 村上
  - 第619話「南国慕情」（1973年） - 浩
  - 第624話「恐怖のハネムーン」（1973年） - 昇
  - 第709話「華麗なる殺人計画」（1975年） - 森山
  - 第712話「七年目の報酬」 - 第801話「浮気の報酬」（1975年 - 1977年） - 神谷刑事
- マグマ大使 第17話「ガレオン地球を攻撃せよ」（1966年、CX・ピープロ） - 大原
- 七人の刑事 第265話「二人だけの銀座」（1967年、TBS）
- 鉄道公安36号 第192話「歪んだ軌道」（1967年、NET・東映）
- あゝ同期の桜 第8話「一粒の麦」（1967年、NET・東映）
- 青空に叫ぼう （1967年 - 1968年、NET・東映）
- 怪獣王子 第14話「皆殺し!! 火山島」 - 第26話「サボテン怪獣の逆襲」（1968年、CX・日本特撮） - 西住鷹男三曹
- ウルトラセブン 第30話「栄光は誰れのために」（1968年、TBS・円谷プロ） - 青木隊員
- 戦え! マイティジャック（1968年、CX・円谷プロ） - 今井進 隊員
- 東京バイパス指令 （1968年、NTV・東宝・国際放映）
  - 第27話「女獣」 - 檀上明
  - 第46話「死神の爆走」
  - 第55話「どぶ鼠狩り」
- キイハンター 第107話「太陽と緑の国に大追跡」（1970年、TBS・東映）
- 俺は透明人間!（1970年 - 1971年、CX・ピープロ）
- 刑事くん 第1部 （1971年 - 1972年、TBS・東映） - 土居刑事
- 人造人間キカイダー 第3話「呪い オレンジアントの死の挑戦」（1972年、NET・東映） - 灯台守・道夫
- さすらいの狼 第19話「殺人鬼の微笑」（1972年、NET・東映）
- プレイガールシリーズ（12ch・東映）
  - プレイガール
    - 第175話「河豚田警部の初恋-タダほど高い恋はない-」（1972年） - 刑事
    - 第177話「裸の女をなぜ狙う」（1972年） - 星川浩
    - 第184話「真夜中の美少年」（1972年） - 信次
    - 第185話「女は全裸で勝負する」（1972年） - 松井
    - 第197話「死んでも離さぬ熱い肌」（1973年）
    - 第199話「女が裸で命を守る」（1973年） - 木原伸夫
    - 第206話「銀嶺は復讐の血で燃えた」（1973年） - 順造
    - 第220話「真夜中の腕くらべ」（1973年）

  - プレイガールQ（1976年）
    - 第64話「女の勝負は裸で迫る」 - 松原真一郎
    - 第66話「人妻売春組織」- テレビ局の技術部員
- マドモアゼル通り（1972年 - 1973年、YTV・東宝） - 竹見
- 快傑ライオン丸（1972年 - 1973年、CX・ピープロ） - 鷹取城主 春景
  - 第40話「大魔王ゴースン 再び怒る」
  - 第41話「大魔王ゴースン あの胸を狙え!」
- 非情のライセンス 第1シリーズ 第23話「兇悪のシャンソン」（1973年、NET・東映） - 暴力団組員
- ロボット刑事 第24話「バクライマン焦熱作戦!!」（1973年、CX・東映） - バドー秘密工作員 M-5
- 大江戸捜査網（東京12ch・三船プロ）
  - 第117話「仕組まれた祝言」（1973年）
  - 第370話「汚名に賭けた目明し無情」（1977年）
  - 第401話「遊女が明かす連続爆破の謎」（1979年） - 緒方
- 仮面ライダーシリーズ（MBS・東映） - 結城丈二 / ライダーマン
  - 仮面ライダーV3 第43話「敵か味方か? 謎のライダーマン」 - 第51話「ライダー4号は君だ!!」（1973年 - 1974年）[注釈 3]
  - 仮面ライダーストロンガー 第37話「ライダー捕らわる! デルザー万才!!」・第39話「さようなら! 栄光の七人ライダー」（1975年）
  - 全員集合!7人の仮面ライダー!!（1976年）
  - 仮面ライダー（スカイライダー） 第33話「ハロー! ライダーマン ネズラ毒に気をつけろ!!」（1980年）
  - 10号誕生!仮面ライダー全員集合!!（1984年）
- 風の中のあいつ（1974年、TBS・渡辺企画） - 大村達尾
  - 第19話「幕末怨み節」
  - 第20話「幕末同棲時代」
- アイフル大作戦 第46話「スキーで婚約 殺人旅行」（1974年、TBS・東映） - 青年
- 電人ザボーガー（1974年 - 1975年、CX・ピープロ）- 主演・大門豊
- 太陽にほえろ!（NTV・東宝）
  - 第156話「刑事狂乱」（1975年）- 尾崎洋一
  - 第576話「刑事・山さん」（1983年）- 矢崎二郎
- プレイガールQ 第64話「女の勝負は裸で迫る」（1976年、12ch・東映） - 松原真一郎
- Gメン'75 第71話「刑事の女体受託収賄事件」（1976年、TBS・東映） - 杉本信一
- 大鉄人17 第3話「消えたワンセブン謎のヘルメット」 - 第21話「守れ! 熱血の甲子園」（1977年、MBS・東映） - チーフキッド
- 華麗なる刑事 第21話「真夏の夜の迷探偵」（1977年、CX・東宝） - 佐山ジュン
- 特捜最前線 第41話「シクラメンは見ていた!」（1978年、ANB・東映） - 銀行強盗犯
- 大都会 PARTIII（1979年、NTV・石原プロ）
  - 第18話「マフィア・ジャパン・スタイル」 - 三浦ショウジ
  - 第28話「ブラックホール」赤い狼メンバー - 佐々木
  - 第34話「ストリート・ガール」 - 船木テツジ
  - 第42話「シージャック強盗団」 - 前島の部下
  - 第48話「囮作戦」 - 赤松猛
- 西遊記 第24話「火焔山!! 芭蕉扇の愛」（1979年、NTV・国際放映） - 猪八戒が化けた色男[注釈 4]
- おやこ刑事 第18話「罠・あなたもスターになれる」（1979年、12ch・東宝）
- 男! あばれはっちゃく 第64話「やせるゾがまんだマル秘作戦」（1981年、ANB・国際放映） - アラン田原

### 舞台
- オセロ
- ヴェニスの商人

### CM
- 日本リーバ ラーマソフト